# تریگوه لی
تریگوه لی (); (زاده ۱۶ ژوئیه ۱۸۹۶ – درگذشته ۳۰ دسامبر ۱۹۶۸) سیاستمدار نروژی بود. تریگوه لی، وزیر امور خارجه نروژ و یک رهبر کارگری سابق نروژ بود. او از ۱۹۴۶ تا ۱۹۵۲ سمت اولین دبیرکل سازمان ملل متحد را داشت.

## دبیرکلی سازمان ملل متحد
وی از سوی شوروی برای تصدی این سمت پیشنهاد شده بود. پس از مداخله سازمان ملل متحد در جنگ کره، در سال ۱۹۵۱، شوروی انتصاب مجدد وی را وتو کرد. آمریکا توانست وتوی شوروی را دور زده و تریگوه لی را مستقیم به مجمع عمومی معرفی کند. وی با ۴۶ رای موافق، ۵ رای مخالف و ۸ رای ممتنع به کار خود ادامه داد. شوروی به خصومت خود با تریگوه لی ادامه داد و وی در ۱۹۵۲ از سمت خود استعفا کرد.

## سمت‌ها
- وزیر دادگستری و پلیس نروژ (۱۹۳۹–۱۹۳۵)
- وزیر تجارت نروژ (ژوئیه - اکتبر ۱۹۳۹)
- وزیر تدارکات نروژ (اکتبر ۱۹۳۹–۱۹۴۱)
- وزیر امورخارجه نروژ (۱۹۴۶–۱۹۴۰)
- فرماندار شهرستان اسلو و آکرهوس (۱۹۶۳–۱۹۵۵)
- وزیر صنعت نروژ (۱۹۶۴–۱۹۶۳)
- وزیر تجارت و کشتیرانی (۱۹۶۵–۱۹۶۴)